# 青い麦
『青い麦』（あおいむぎ、原題 : Le Blé en herbe）は、フランスの女性作家シドニー＝ガブリエル・コレットによる1922年の小説である。

## 概要
少年と年上の女性の関係を描いた本作は、著者コレットの夫の連れ子ベルトラン・ド・ジュヴネルの存在からインスピレーションを得ていると言われる。ベルトランによれば、彼がコレットに語ったモン＝ドールの避暑地での体験が着想の元になっている。コレット自身いわく、元来はコメディ・フランセーズのための企画で、「暗い舞台の上で繰り広げられた恋愛劇の主役が、明るくなってみたら少年少女だった」という筋書きで観客を驚かせる趣向だったらしい。
1922年2月から1923年3月まで、断続的に『ル・マタン』紙に連載された。掲載分はフィリップがダルレー夫人の誘惑を受けるところまでであり、残る後半を書き下ろして1923年7月に刊行された。そのため一話ごとの区切りをつける必要のなくなった後半からは、よりまとまった構成になっている。
本作はロズ＝ヴァンの別荘で書かれたため、その別荘への道は「青い麦の道」と呼ばれるようになった。

## あらすじ
フィリップ（フィル）は16歳、ヴァンカは15歳。幼馴染のふたりは今年の夏も両家族合同で海辺の別荘を訪れていた。しかし大人に近づきつつあるフィルは、もう以前のように無邪気にヴァンカに接することができない。
そんな彼の前に現れた、美しいダルレー夫人。彼女の魅力に惹きこまれたフィルは、その関係を悟られまいとしてますますヴァンカとの間の溝を深める。
パリに帰っても密会が続くことをフィルは期待していたが、彼に対して本気になりつつあることを自覚したダルレー夫人は彼の前から姿を消してしまう。
ヴァンカが一連の出来事を知った上でじっと堪えていたことに気づいたフィルは、改めて彼女と結ばれる。そしてフィルは、ヴァンカに対して大きな幸福も不幸ももたらさない小さな自分を見つめるのだった。

## 映画化
1954年
監督 : クロード・オータン＝ララ
出演 : エドウィジュ・フィエール（ダルレー）、ニコール・ベルジェ（ヴァンカ）、ピエール・ミシェル・ベック（フィル）
1990年（テレビ映画）
監督 :  セルジュ・メイナール
出演 : イサベル・カレー、ソフィー・オーブリー、マシュー・ロゼ

## 日本語訳
- 『青い麦』（石川登志夫訳）角川文庫 / 1954年
- 『青い麦』（福永英二訳）東方社 / 1954年
- 『青い麦』（堀口大学訳）新潮文庫 / 1955年 ISBN 4102123016
- 『青い麦』（鈴木健郎訳）角川文庫 / 1955年
- 『世界文学全集〈第44〉』新潮社 / 1963年
- 『青い麦』（石川登志夫訳）旺文社〈必読名作シリーズ〉 / 1989年 ISBN 4010670126
- 『青い麦』（手塚伸一訳）集英社文庫 / 1991年 ISBN 408760201X
- 『青い麦』（河野万里子訳）光文社古典新訳文庫 / 2010年 ISBN 4334752195